# 598 Octavia
För andra betydelser, se Octavia.
598 Octavia eller 1906 UC är en asteroid i huvudbältet, som upptäcktes 13 april 1906 av den tyske astronomen Max Wolf i Heidelberg. Den har fått sitt namn efter den romerska kejsarinnan Claudia Octavia.
Asteroiden har en diameter på ungefär 78 kilometer.